# Denis Shapovalov
Denis Shapovalov (Tel Aviv, 15 de abril de 1999) é um tenista nascido em Israel, mas que joga o circuito como canadense. Atualmente é o nº 30 no ranking da ATP.
Em 2015. Shapovalov ganhou o título juvenil do US Open de tênis nas duplas com o compatriota Félix Auger-Aliassime. Em 2016 ganhou o juniores de Wimbledon em simples e foi vice nas duplas Junto com o mesmo compatriota.

## Biografia
Shapovalov nasceu na cidade de Tel Aviv, em Israel. É filho do russo Viktor Shapovalov e da russa Tessa. Ele começou a jogar tênis quando tinha apenas 5 anos. Sua mãe Tessa abriu seu próprio clube de tênis em Vaughan chamado TessaTennis para ajudar a dar-lhe uma base nos treinamentos.

## Carreira

### 2013-2014
Em outubro de 2013, Shapovalov ganhou seu primeiro título júnior de simples, o G5 ITF em Burlington. Em abril de 2014, ele conquistou seu segundo título de simples, o G5 ITF júnior em Burlington. Em julho de 2014, Shapovalov ganhou os títulos de simples e duplas no G4 ITF júnior em San José, Costa Rica.

### 2015
Em janeiro, no juvenil do Austrálian Open, Shapovalov avançou para a segunda rodada em simples. Já nas duplas, ele perdeu na primeira rodada. Em junho, no juvenil do Torneio de Wimbledon, Shapovalov chegou à terceira rodada na chave de simples. Já nas duplas, ele foi derrotado na estreia. Em setembro, no juvenil do US Open de tênis, Shapovalov chegou à terceira rodada em simples. Já em duplas, ele ganhou o título do US Open com o compatriota Félix Auger-Aliassime. Em outubro, Shapovalov e os canadenses Félix Auger-Aliassime e Benjamin Sigouin ganharam o primeiro título juvenil da Copa Davis para o Canadá em sua história. No final de novembro, Shapovalov ganhou seu primeiro título de duplas profissional no ITF Futures em Pensacola.

### 2016
No início da temporada de 2016, Shapovalov foi campeão do torneio Future de Weston, na Flórida, nos Estados Unidos, evento no saibro e que deu 18 pontos ao campeão. Para isso acontecer, ele derrotou na final o brasileiro Pedro Sakamoto por 2 sets a 0 com parciais de 7/6 (7-2) e 6/3.